# Hugo Vogel
Pour les articles homonymes, voir Vogel.
Hugo Vogel (né le 15 février 1855 à Magdebourg et mort le 26 septembre 1934 à Berlin) est un peintre allemand.

## Biographie

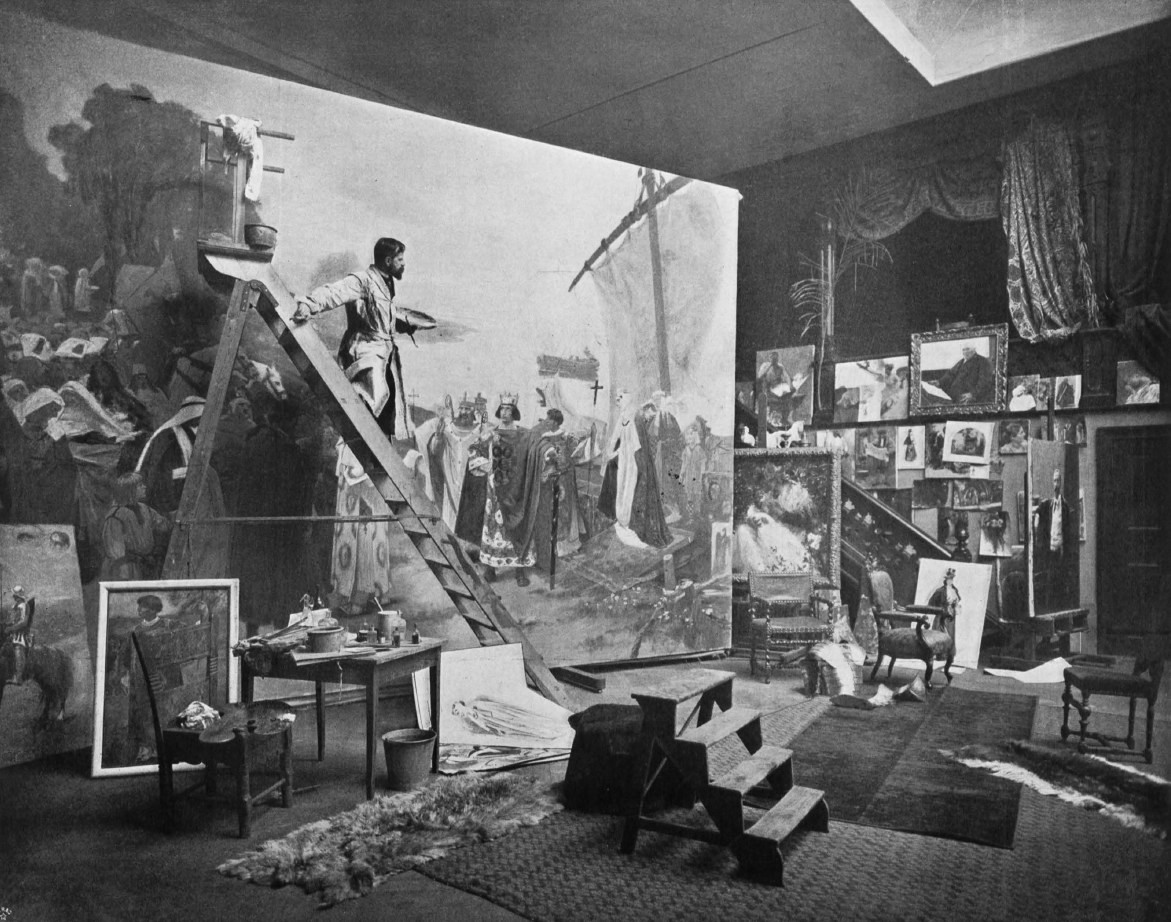
Vogel travaillant dans son atelier en 1898

Hugo Vogel est le fils d'un homme d'affaires et termine d'abord ses études secondaires à Magdebourg avant d'étudier à l'Académie de Düsseldorf de 1874 à 1880. Ses professeurs comprennent Wilhelm Sohn et Eduard von Gebhardt. En 1883, Vogel participe à une exposition à l'Académie de Berlin avec ses tableaux Luther prêchant pendant la captivité à Wartburg et Réception des réfugiés par le grand électeur au palais de Potsdam. De 1880 à 1886, il est membre de l'association des artistes Malkasten de Düsseldorf.
Après un long séjour en Italie, il se rend à Berlin en 1886. À partir de 1887, il reprend une chaire à l'Académie de Berlin, qu'il perd à cause de l'affaire Munch (de) déclenchée par Anton von Werner en 1892. Il rejoint ensuite l'Association des XI, opposé au monde de l’art établi. Il est également membre de l'Association des artistes de Berlin à partir de 1888. Ses étudiants comprennent, entre autres, August von Brandis et Clara Siewert (de). En 1893, Vogel se rend à Paris pour étudier avec Jules Lefebvre. Il effectue ensuite de longs voyages d’études qui le conduisent en Espagne, en Afrique du Nord, en Italie, en Belgique et aux Pays-Bas. En 1900, il reçoit une grande médaille d'or à la Grande exposition d'art de Berlin.
Vogel créé de nombreuses grandes fresques aux thèmes principalement historiques, par exemple dans les hôtels de ville de Berlin et de Hambourg,,, et dans le Maison des États de Mersebourg. Sa fresque équestre de Mersebourg L'Allemand Michael fait l'objet d'un débat de plagiat en 1902 lorsque la revue Der Kunstwart (de) Vogel démontre qu'il a simplement peint une statue équestre française (Paul Dubois : Jeanne d'Arc).
Pendant la Première Guerre mondiale, il accompagne Paul von Hindenburg de 1915 à 1917 comme portraitiste au front.
Vogel vécut plus tard dans la colonie d'Alsen (de). Il est enterré dans une tombe honorifique au cimetière de Wannsee, Lindenstrasse dans l'Abt. AT-62.
La ville de Magdebourg nomme une rue en son honneur (Hugo-Vogel-Straße). Une rue de Berlin-Wannsee et de Mersebourg porte également son nom.
Le 27 août 2017, un épisode de l'émission NDR Lieb & Teuer (de) est diffusé. La peinture à l'huile Faune d'Hugo Vogel de 1907 est discutée avec le conservateur de la Kunsthalle de Hambourg Daniel Koep, ainsi que les peintures murales de la salle de bal de l'hôtel de ville de Hambourg.

## Œuvres

### Peintures (sélection)
- Luther prêche pendant son emprisonnement à Wartburg
- Accueil des réfugiés par le Grand Électeur au Palais de Potsdam
- Marchand Burchardt, 1897
- Peinture murale de l'hôtel de ville de Hambourg, en particulier la conception monumentale de la grande salle de bal (1902-1909) et le portrait de l'ensemble du Sénat emménageant dans le nouvel hôtel de ville en 1897 (1900-1904. 4,70 × 2,90 mètres) dans la salle du maire.
- Arrivée de l'empereur Otton le Grand et de son épouse devant Magdebourg, peinture murale, 1897/1899, Maison des États de Mersebourg (de)
- Otto Hubbe, 1906, peinture à l'huile, Chambre de commerce et d'industrie de Magdebourg
- Rudolph Genée (de), 1914, portrait, Berlin (perdu)
- Général Sixt von Armin, 1920, peinture à l'huile, Musée d'histoire de l'art de Magdebourg
- Rudolf Virchow, peinture à l'huile, Berlin
- Portrait du professeur Vogel, Grande exposition d'art de Berlin au Palais des Arts de Düsseldorf, 1918[14]

### Publications
- Als ich Hindenburg malte. Ullstein, Berlin 1927 (Digitalisat).
- Erlebnisse und Gespräche mit Hindenburg, Erinnerungen, 1935